# فیلم‌شناسی دیوید فینچر

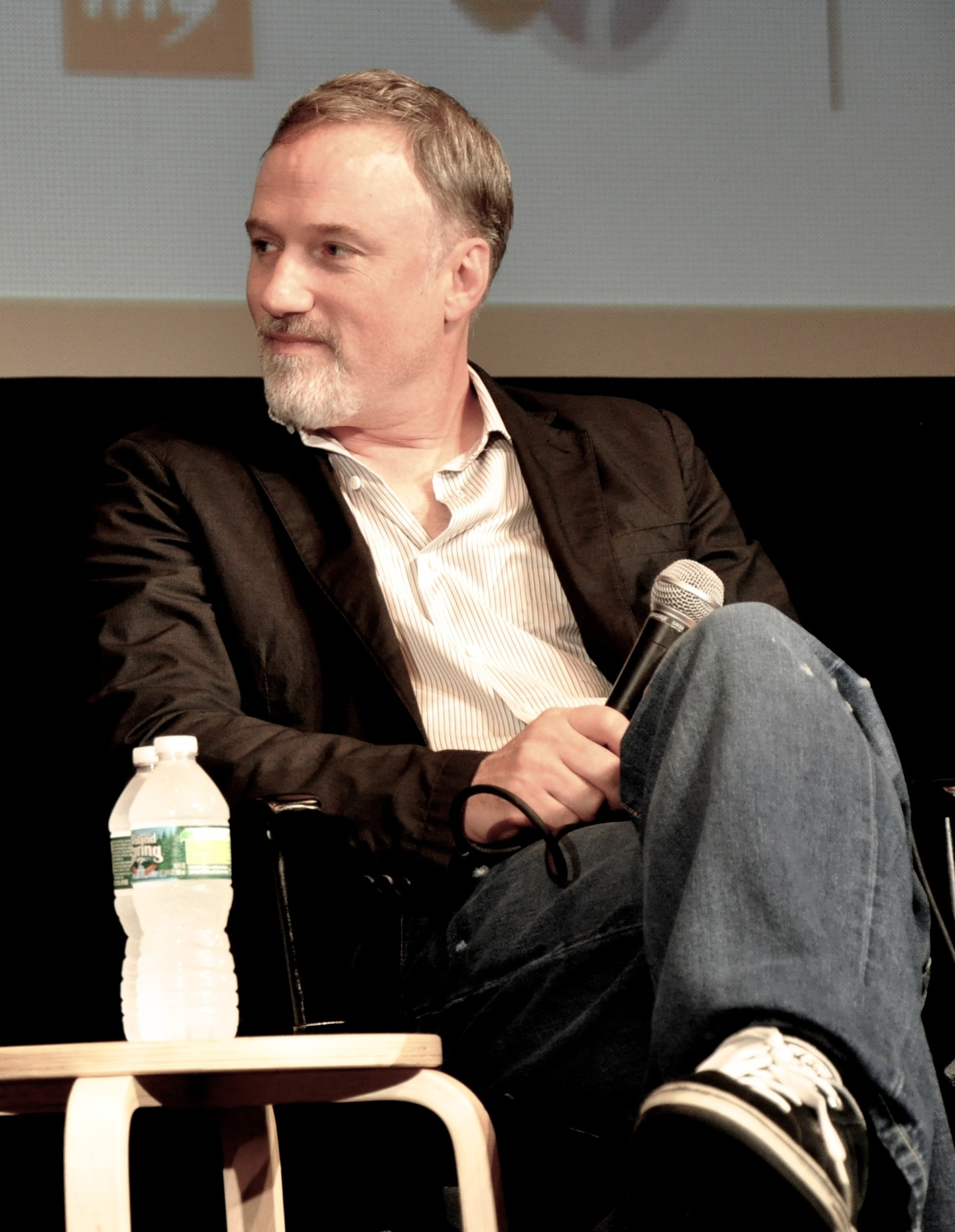
فینچر در جشنواره فیلم نیویورک ۲۰۱۰

دیوید فینچر فیلم‌ساز آمریکایی است. فیلم‌های فینچر که عموماً در ژانر دلهره‌آور روان‌شناختی ساخته شده‌اند، در مجموع ۲٫۱ میلیارد دلار در سراسر چهان به فروش رفته و چهل بار نامزد دریافت جوایز اسکار در رشته‌های مختلف شده‌اند، از جمله سه بار نامزدی در رشته جایزه اسکار بهترین کارگردانی. فینچر موزیک ویدئوهای متعددی را کارگردانی کرد که از معروف‌ترین آن‌ها می‌توان به نماهنگ «خودت را بیان کن» (۱۹۸۹) و «وگ» (۱۹۹۰) اشاره کرد که هردو اثر مدونا هستند. فینچر برای ساخت این دو اثر برنده جایزه ام‌تی‌وی برای بهترین کارگردانی موزیک ویدئو شد. او همچنین برای ساخت دو موزیک ویدئوی «عشق قدرتمند است» اثر رولینگ استونز در سال ۱۹۹۴ و «کت شلوار و کراوات» اثر جاستین تیمبرلیک و جی-زی در سال ۲۰۱۳ موفق شد جایزه گرمی بهترین موزیک ویدئو را به خود اختصاص دهد. فینچر یک بار هم برای ساخت نماهنگ «آه پدر» از مدونا برای این جایزه نامزد شده بود.
فینچر کارگردانی در سینما را با ساخت فیلم ترسناک علمی-تخیلی بیگانه ۳ (۱۹۹۲) آغاز کرد. او برای ساخت آثاری همچون هفت (۱۹۹۵)، بازی (۱۹۹۷)، باشگاه مبارزه (۱۹۹۹)، اتاق پناهگاه (۲۰۰۲) و زودیاک (۲۰۰۷) مورد توجه منتقدان و تماشاگران قرار گرفت. فینچر برای کارگردانی فیلم مورد عجیب بنجامین باتن (۲۰۰۸) برای نخستین‌بار نامزد جایزه اسکار کارگردانی شد و این افتخار را دو بار دیگر و برای فیلم‌های شبکهٔ اجتماعی (۲۰۱۰) و منک (۲۰۲۰) نیز تکرار کرد. دختری با خالکوبی اژدها (۲۰۱۱) و دختر گمشده (۲۰۱۴) از دیگر آثار فینچر هستند.
فینچر در زمینهٔ ساخت آثار تلویزیونی نیز فعالیت قابل توجهی دارد. او تا به حال برای نتفلیکس چندین سریال تهیه و کارگردانی کرده‌است از جمله مجموعه‌های خانهٔ پوشالی (۲۰۱۸–۲۰۱۳) و شکارچی ذهن (۲۰۱۹–۲۰۱۷) که هردو مورد تحسین منتقدان قرار گرفت. فینچر برای کارگردانی نخستین اپیزود از سریال خانه پوشالی برنده جایزه امی بهترین کارگردانی شد. او همچنین در کنار تیم میلر یکی از تهیه‌کنندگان و سازندگان مجموعهٔ پویانمایی عشق، مرگ و ربات‌ها است که از سال ۲۰۱۹ در حال پخش است. فینچر همچنین مجموعه مستند تماشا (۲۰۲۱) را نیز برای نتفلیکس کارگردانی کرده‌است.

## آثار

### فیلم‌های بلند
| سال  | عنوان                  | توزیع‌کننده                             | منبع   |
| ---- | ---------------------- | -------------------------------------- | ------ |
| ۱۹۹۲ | بیگانه ۳               | فاکس قرن بیستم                         | [ ۴ ]  |
| ۱۹۹۵ | هفت                    | نیو لاین سینما                         | [ ۵ ]  |
| ۱۹۹۷ | بازی                   | پلی‌گرم انترتینمنت                      | [ ۶ ]  |
| ۱۹۹۹ | باشگاه مبارزه          | فاکس قرن بیستم                         | [ ۷ ]  |
| ۲۰۰۲ | اتاق پناهگاه           | گروه سینمایی سونی پیکچرز               | [ ۸ ]  |
| ۲۰۰۷ | زودیاک                 | پارامونت پیکچرز / برادران وارنر پیکچرز | [ ۹ ]  |
| ۲۰۰۸ | مورد عجیب بنجامین باتن | پارامونت پیکچرز / برادران وارنر پیکچرز | [ ۱۰ ] |
| ۲۰۱۰ | شبکهٔ اجتماعی           | سونی پیکچرز                            | [ ۱۱ ] |
| ۲۰۱۱ | دختری با خالکوبی اژدها | سونی پیکچرز                            | [ ۱۲ ] |
| ۲۰۱۴ | دختر گمشده             | فاکس قرن بیستم                         | [ ۱۳ ] |
| ۲۰۲۰ | منک                    | نتفلیکس                                | [ ۱۴ ] |
| ۲۰۲۳ | آدم‌کش                  | نتفلیکس                                | [ ۱۵ ] |

| سال  | عنوان               | توزیع‌کننده               | منبع   |
| ---- | ------------------- | ------------------------ | ------ |
| ۲۰۰۵ | لردهای داگ‌تاون      | کلمبیا پیکچرز            | [ ۱۶ ] |
| ۲۰۰۶ | عشق و بلایای دیگر   | اروپاکورپ                | [ ۱۷ ] |
| ۲۰۱۸ | دختری در تار عنکبوت | گروه سینمایی سونی پیکچرز | [ ۱۸ ] |

| سال  | عنوان                    | نقش                               |
| ---- | ------------------------ | --------------------------------- |
| ۱۹۸۳ | بازگشت جدای              | دستیار اول فیلم‌بردار              |
| ۱۹۸۳ | دوبار در یک زمان         | مسئول جلوه‌‌های ویژه                |
| ۱۹۸۴ | ایندیانا جونز و معبد مرگ | دستیار فیلم‌بردار                  |
| ۱۹۸۴ | داستان بی‌پایان           | دستیار فیلم‌بردار                  |
| ۱۹۹۹ | جان مالکوویچ بودن        | حضور افتخاری در نقش کریستوفر بینگ |
| ۲۰۰۲ | تماما برهنه              | حضور افتخاری در نقش کارگردان      |
| ۲۰۰۴ | کشتن بر اساس ارقام       | مصاحبه‌کننده                       |
| ۲۰۰۹ | لوگوراما                 | حضور افتخاری                      |
| ۲۰۱۲ | پهلو به پهلو             | مصاحبه‌کننده                       |
| ۲۰۱۵ | هیچکاک/تروفو             | مصاحبه‌کننده                       |

### تلویزیون
| سال        | عنوان             | شبکه    |
| ---------- | ----------------- | ------- |
| ۲۰۱۳–۲۰۱۸  | خانه پوشالی       | نتفلیکس |
| ۲۰۱۷–۲۰۱۹  | شکارچی ذهن        | نتفلیکس |
| ۲۰۱۹–اکنون | عشق، مرگ و ربات‌ها | نتفلیکس |
| ۲۰۲۱       | تماشا             | نتفلیکس |

## موزیک ویدئوها
- برقص، این دنیا خواهد گذشت اثر ریک اسپرینگفیلد (۱۹۸۴)
- شرم اثر گروه متلز (۱۹۸۵)
- شوک اثر گروه متلز (۱۹۸۵)
- جشن جوانی اثر ریک اسپرینگفیلد (۱۹۸۵)
- تمام عشق اثر گروه اوت‌فیلد (۱۹۸۶)
- قرار نیست لباس‌هایمان را در بیاوریم اثر جرمین استوارت (۱۹۸۶)
- هربار که گریه می‌کنی اثر گروه اوت‌فیلد (۱۹۸۶)
- یک چیز ساده اثر گروه استاپ‌لایزرها (۱۹۸۶)
- بمان اثر هاوراد هیوت (۱۹۸۶)

## بازخورد

### منتقدان
| فیلم                   | راتن تومیتوز  | متاکریتیک   |
| ---------------------- | ------------- | ----------- |
| بیگانه ۳               | ۴۸٪ (۶۳ نقد)  | ۵۹ (۲۰ نقد) |
| هفت                    | ۸۲٪ (۸۰ نقد)  | ۶۵ (۲۲ نقد) |
| بازی                   | ۷۵٪ (۶۱ نقد)  | ۶۱ (۱۹ نقد) |
| باشگاه مشت‌زنی          | ۷۹٪ (۱۷۸ نقد) | ۶۶ (۳۵ نقد) |
| اتاق وحشت              | ۷۵٪ (۱۸۷ نقد) | ۶۵ (۳۶ نقد) |
| زودیاک                 | ۸۹٪ (۲۵۷ نقد) | ۷۸ (۴۰ نقد) |
| مورد عجیب بنجامین باتن | ۷۱٪ (۲۵۸ نقد) | ۷۰ (۳۷ نقد) |
| شبکهٔ اجتماعی           | 96% (۳۲۷ نقد) | ۹۵ (۴۲ نقد) |
| دختری با خالکوبی اژدها | ۸۷٪ (۲۵۳ نقد) | ۷۱ (۴۱ نقد) |
| دختر گم‌شده             | ۸۷٪ (۳۶۴ نقد) | ۷۹ (۴۹ نقد) |
| منک                    | ۸۳٪ (۳۵۱ نقد) | ۷۹ (۵۰ نقد) |
| آدم‌کش                  | ۸۵٪ (۲۸۲ نقد) | ۷۳ (۵۸ نقد) |

### گیشه
| فیلم                   | سال ساخت        | فروش کل                 | فروش کل                   | فروش کل                   | بودجه                 |
| فیلم                   | سال ساخت        | آمریکا شمالی و کانادا   | دیگر کشورها               | جهانی                     | بودجه                 |
| ---------------------- | --------------- | ----------------------- | ------------------------- | ------------------------- | --------------------- |
| بیگانه ۳               | ۲۲ مه ۱۹۹۲      | ۵۵٬۴۷۳٬۵۴۵ میلیون دلار  | ۱۰۴٬۳۴۰٬۹۵۳ میلیون دلار   | ۱۵۹٬۸۱۴٬۴۹۸ میلیون دلار   | ۵۰ میلیون دلار        |
| هفت                    | ۲۲ سپتامبر ۱۹۹۵ | ۱۰۰٬۱۲۵٬۶۴۳ میلیون دلار | ۲۲۷٬۱۸۶٬۲۱۶ میلیون دلار   | ۳۲۷٬۳۱۱٬۸۵۹ میلیون دلار   | ۳۳ میلیون دلار        |
| بازی                   | ۱۲ سپتامبر ۱۹۹۷ | ۴۸٬۳۲۳٬۶۴۸ میلیون دلار  | ۶۱٬۱۰۰٬۰۰۰ میلیون دلار    | ۱۰۹٬۴۲۳٬۶۴۸ میلیون دلار   | ۵۰ میلیون دلار        |
| باشگاه مشت‌زنی          | ۱۵ اکتبر ۱۹۹۹   | ۳۷٬۰۳۰٬۱۰۲ میلیون دلار  | ۶۳٬۸۲۳٬۶۵۱ میلیون دلار    | ۱۰۰٬۸۵۳٬۷۵۳ میلیون دلار   | ۶۳ میلیون دلار        |
| اتاق وحشت              | ۲۹ مارس ۲۰۰۲    | ۹۶٬۳۹۷٬۳۳۴ میلیون دلار  | ۱۰۰٬۰۰۰٬۰۸۱ میلیون دلار   | ۱۹۶٬۳۹۷٬۴۱۵ میلیون دلار   | ۴۸ میلیون دلار        |
| زودیاک                 | ۲ مارس ۲۰۰۷     | ۳۳٬۰۸۰٬۰۸۴ میلیون دلار  | ۵۱٬۷۰۵٬۸۳۰ میلیون دلار    | ۸۴٬۷۸۵٬۹۱۴ میلیون دلار    | ۶۵ میلیون دلار        |
| مورد عجیب بنجامین باتن | ۲۵ دسامبر ۲۰۰۸  | ۱۲۷٬۵۰۹٬۳۲۶ میلیون دلار | ۲۰۶٬۴۲۲٬۷۵۷ میلیون دلار   | ۳۳۳٬۹۳۲٬۰۸۳ میلیون دلار   | ۱۵۰ میلیون دلار       |
| شبکه اجتماعی           | ۱ اکتبر ۲۰۱۰    | ۹۶٬۹۶۲٬۶۹۴ میلیون دلار  | ۱۲۷٬۹۵۷٬۶۲۱ میلیون دلار   | ۲۲۴٬۹۲۰٬۳۱۵ میلیون دلار   | ۴۰ میلیون دلار        |
| دختری با خالکوبی اژدها | ۲۰ دسامبر ۲۰۱۱  | ۱۰۲٬۰۶۸٬۸۸۸ میلیون دلار | ۱۳۰٬۱۰۱٬۶۳۷ میلیون دلار   | ۲۳۲٬۶۱۷٬۴۳۰ میلیون دلار   | ۹۰ میلیون دلار        |
| دختر گم‌شده             | ۳ اکتبر ۲۰۱۴    | ۱۶۷٬۲۳۸٬۵۱۰ میلیون دلار | ۱۹۹٬۷۰۰٬۰۰۰ میلیون دلار   | ۳۶۶٬۹۳۸٬۵۱۰ میلیون دلار   | ۶۱ میلیون دلار        |
| منک                    | ۱۳ نوامبر ۲۰۲۰  | بدون اکران گسترده       | ۷۴٬۷۵۱ هزار دلار          | ۹۹٬۷۵۲ هزار دلار          | ۲۵ میلیون دلار        |
| آدم‌کش                  | ۲۷ اکتبر ۲۰۲۳   | بدون اکران گسترده       | اعلام نشد                 | ۴۵۲٬۲۰۸ هزار دلار         | بیش از ۱۰ میلیون دلار |
| مجموع                  | مجموع           | ۸۵۸٬۷۶۴٬۲۶۴ میلیون دلار | ۱٬۲۴۶٬۱۱۳٬۲۲۷ میلیون دلار | ۲٬۱۳۶٬۶۴۸٬۰۰۲ میلیون دلار | ۶۸۵ میلیون دلار       |